# Steiningloh
Steiningloh ist ein Gemeindeteil und eine Gemarkung der Stadt Hirschau im Landkreis Amberg-Sulzbach in der Oberpfalz in Bayern. Die bis 1970 selbstständige Gemeinde Steiningloh umfasste neben dem gleichnamigen Gemeindehauptort (Dorf), den Weiler Urspring sowie die Einöden Mittelmühle, Schwärzermühle und Urspringermühle auf einer Fläche von 891,56 Hektar (Stand 1961). Diese jetzigen Hirschauer Gemeindeteile hatten 2011 zusammen 186 Einwohner, davon 119 im Dorf Steiningloh.

## Geographie
Steiningloh liegt im südwestlichen Gemeindegebiet der Stadt Hirschau.
Umgeben ist Steiningloh von Gebenbach im Norden, Hirschau im Nordosten sowie Freudenberg und Weiher im Osten. Im Süden liegt Amberg und seine Vororte und im Westen Sulzbach-Rosenberg.

## Geschichte
Im Mittelalter gehörte Steiningloh nicht wie heute zu Hirschau, sondern zur Vogtei Vilseck und damit zu bambergischem Gebiet. Die Vogtei Vilseck war in drei Gerichte unterteilt, das obere oder Hahnbacher Gericht, das Gebenbacher Gericht und das untere oder Poppenrichter Gericht, auch Bauernrecht oberhalb Amberg oder unterhalb des Erzbergs genannt. Steiningloh gehörte zum Gericht Gebenbach.
Durch das erste bayerische Gemeindeedikt wurde Steiningloh 1808 zum Steuerdistrikt und dem Landgericht Amberg und damit dem Naabkreis zugeordnet. Nach der Auflösung des Naabkreises zugunsten des Mainkreises und des Regenkreises wurde Steiningloh 1810 zusammen mit dem Landgericht Amberg dem Regenkreis zugeordnet (ab 1838 Oberpfalz und Regensburg).
Durch das zweite bayerische Gemeindeedikt wurde Steiningloh 1818 eine eigenständige politische Gemeinde.
Am 1. Januar 1970 wurde die Gemeinde Steiningloh in die Gemeinde Mimbach eingegliedert.
Am 1. Januar 1972 wurde der Ort von Mimbach, das Hahnbach zugeschlagen wurde, nach Hirschau umgemeindet.

## Religion
Steiningloh gehört seit 1808 zur Pfarrei Ursulapoppenricht.

## Kultur und Sehenswürdigkeiten

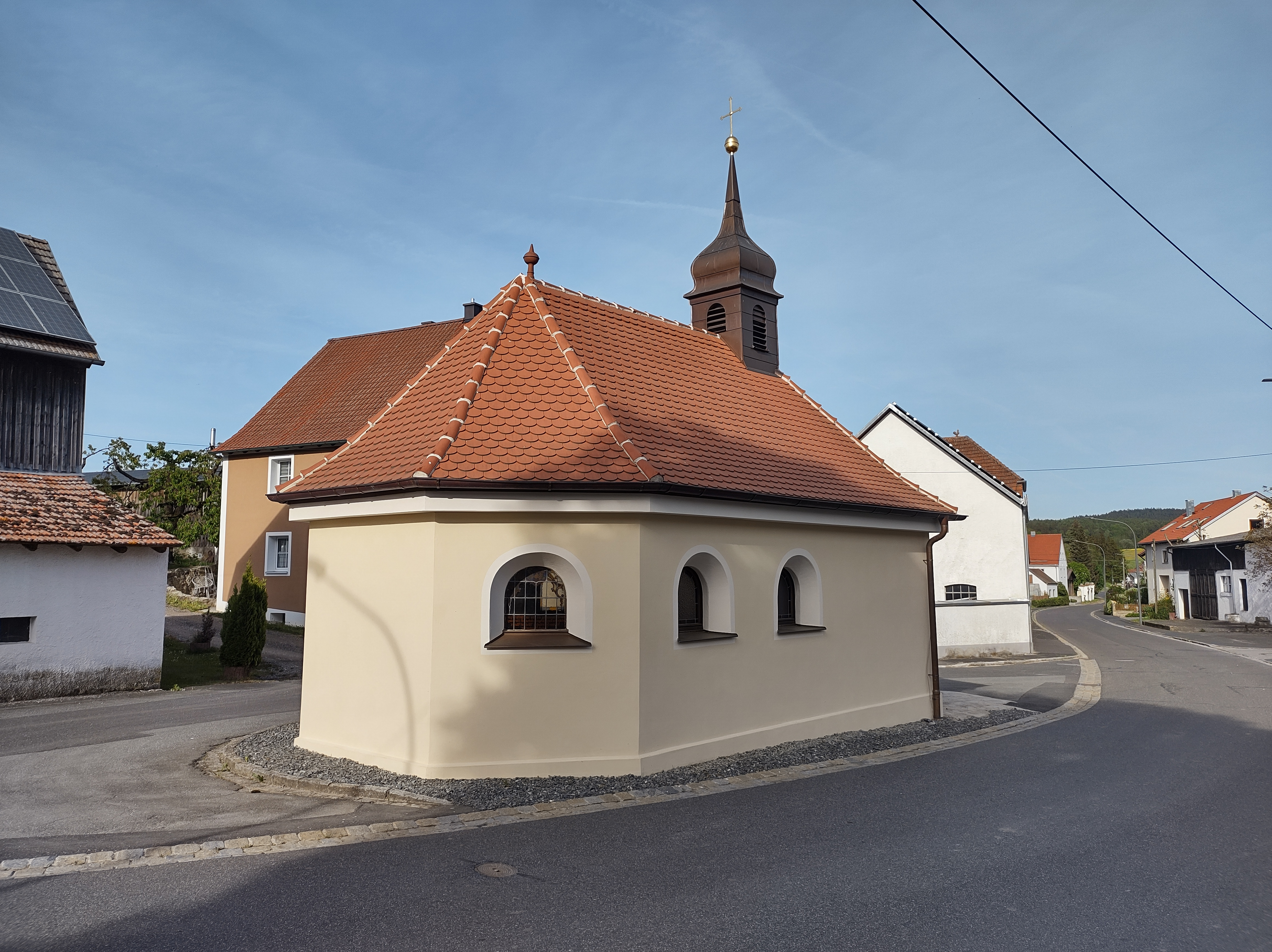
Die Marienkapelle in Steiningloh

### Marienkapelle
Nachdem die alte Kapelle bereits im Jahr 1908 in desolatem Zustand war, wurde sie 1910 abgebrochen. Es dauerte bis zum Beginn der 1920er Jahre, dass die neue Kapelle fertiggestellt war und am 30. April 1922 eingeweiht werden konnte. Nach umfangreichen Sanierungsarbeiten wurde sie am 100. Jahrestag der ersten Weihe am 30. April 2022 erneut eingeweiht.
Die Marienkapelle ist in der Bayerischen Denkmalliste des Bayerischen Landesamtes für Denkmalpflege unter der Akten-Nr. D-3-71-127-61 geführt.

### Kapelle zum Heiligen Norbert von Xanten

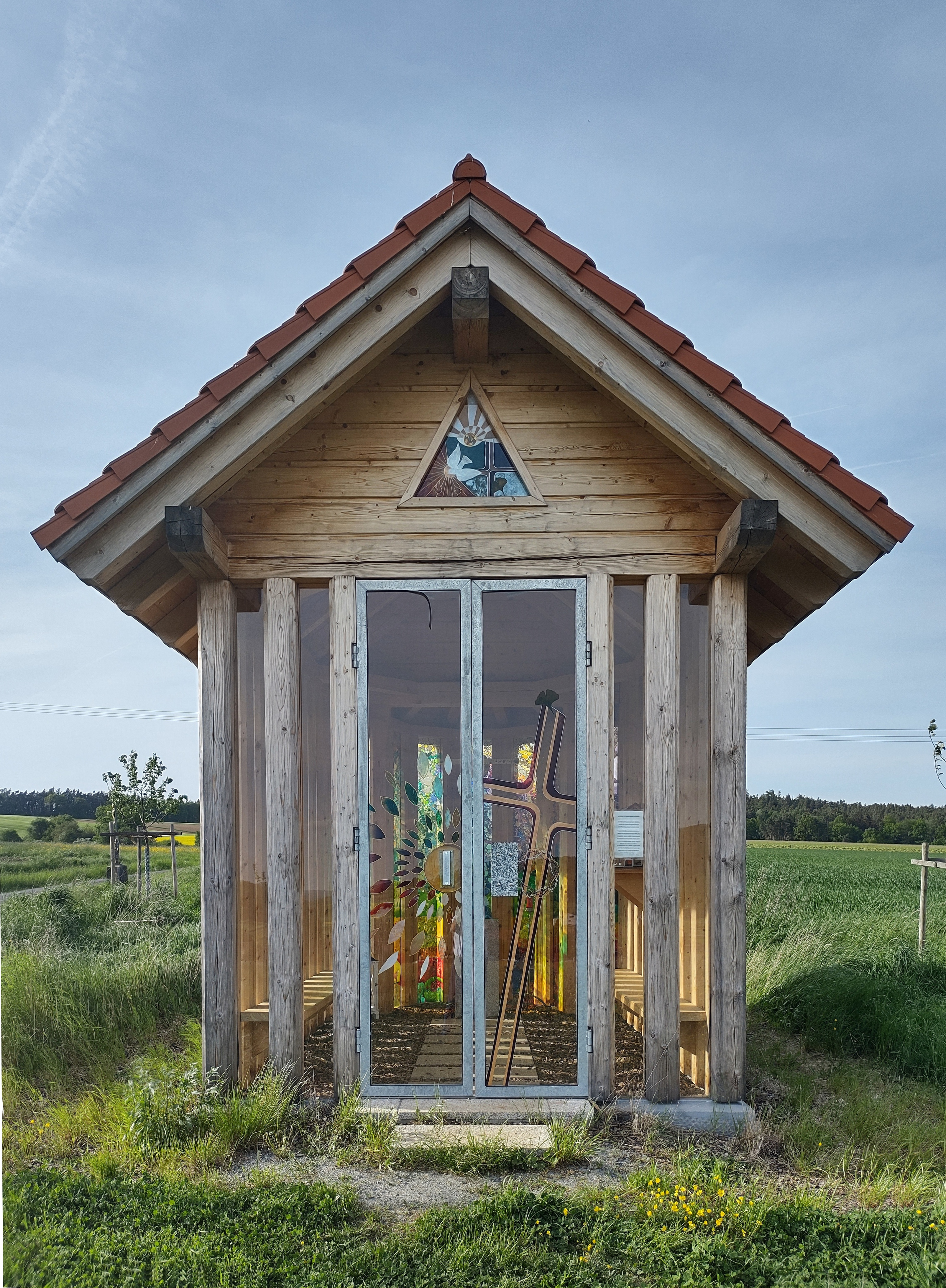
Die Kapelle zum Heiligen Norbert von Xanten

Die private Kapelle zum Heiligen Norbert von Xanten auf der Streuobstwiese der Familie Graf ist dem Namenspatron des Erbauers gewidmet. Am 5. Oktober 2019 wurde sie von Pfarrer Christian Schulz aus Hahnbach geweiht. Die farbigen Fenster der Apsis gestaltete die Künstlerin Gerti Gerhards aus Schnaittenbach, das Kreuz in der Apsis schuf Sebastian Strobl.

## Vereine
Freiwillige Feuerwehr Steiningloh-Urspring
Ein Brand auf einem Bauernhof in Steiningloh im Juni 1904 gab den Anstoß, eine eigene Feuerwehr zu gründen.
Nachdem am 4. August 1904 auf einer Gemeindeversammlung einstimmig der Beschluss zur Gründung der Freiwilligen Feuerwehr gefasst wurde, verpflichteten sich sofort 32 Männer zum Beitritt. Bereits am 7. August wurde die erste Vorstandschaft gewählt.

## Wirtschaft und Infrastruktur
Verkehr
Steiningloh liegt an der Staatsstraße 2238 zwischen Amberg und Hirschau. Von der Bundesstraße 299 aus ist der Ort über Ursulapoppenricht und Höhengau über die Kreisstraße 31 nach drei Kilometern zu erreichen.
An den öffentlichen Nahverkehr ist Steiningloh über die Buslinie 55 der RBO zwischen Amberg und Weiden über Schnaittenbach (VGN-Linie 455) angebunden.
Der nächstgelegene Bahnhof ist Amberg in zwölf Kilometer Entfernung.